# Halistylinae
Halistylinae is een onderfamilie van weekdieren uit de klasse van de Gastropoda (slakken).

## Geslachten
- Botelloides Strand, 1928
- Cavostella Laseron, 1954
- Cavotera Laseron, 1954
- Charisma Hedley, 1915
- Halistylus Dall, 1890